# Zastava Nizozemskih Antila
Zastava Nizozemskih Antila sastoji se od bijele pozadine, s bijelom vodoravnom i crvenom okomitom prugom koje se presijecaju na sredini zastave. Na sredini su pet petokrakih zvijezda.  
Pet zvijezda predstavljaju pet glavnih otoka: Bonaire, Curaçao, Sabu, Sint Eustatius, i Sint Maarten.
Zastava je zadnji put izmijenjena 1986. Prijašnja zastava je imala šest zvijezda, šesta zvijezda je predstavljala Arubu koja se odvojila od Nizozemskih Antila. 
- Zastava od 1959.-1986.
- Zastava Guvernera Nizozemskih Antila od 1959. do 1986.
- Zastava Guvernera Nizozemskih Antila od 1986.